# Departure (film, 2015)
Pour plus de détails, voir Fiche technique et Distribution.
Departure est un film dramatique romantique franco-britannique écrit et réalisé par Andrew Steggall, sorti en Grande-Bretagne en 2015 et sorti en France en 2017 .

## Synopsis
Beatrice et son fils Elliot arrivent à leur maison de vacances dans le sud de la France, pour une semaine. En se baladant dans la campagne, Elliot y tombe sur un jeune adolescent en train de fumer sur le bord du pont, avant de se dévêtir et de plonger dans la rivière. Ce dernier, une fois rencontré, s’appelle Clément et se présente plutôt mystérieux…

## Fiche technique
- Titre original : Departure
- Titre français : Departure
- Réalisation et scénario : Andrew Steggall
- Décors : Pauline Reichenbach, Marie-Camille Riff-Sbrugnera, Andrew Steggall et Damien Visocchi
- Costumes : Holly Waddington
- Photographie : Brian Fawcett
- Son : Tom Drew, Thomas Markwick et Michael Sinden
- Montage : Dounia Sichov
- Musique : Jools Scott
- Production : Guillaume Tobo et Pietro Greppi ; Cora Palfrey (coproductrice)
- Sociétés de production : Connectic Studio et Motion Group Pictures ; Amaro Films et British Film Institute (associations)
- Société de distribution : Peccadillo Pictures ; Destiny Distribution (France) ; Outplay (France) ; Connectic Studio (association à la distribution) (France)
- Pays d’origine :  Royaume-Uni,  France
- Langue originale : anglais, français
- Format : couleur
- Genre : drame romantique
- Durée : 109 minutes
- Dates de sortie :
  - France : 1er octobre 2015 (Festival du film britannique de Dinard) ; 31 mai 2017 (sortie nationale)
  - Royaume-Uni : 9 octobre 2015 (Festival du film de Londres)
  - Belgique : 22 octobre 2015 (Festival international du film de Flandre-Gand)
  - France : 31 mai 2017 (sortie nationale)

## Distribution
- Juliet Stevenson : Beatrice; la mère de d’Eliott
- Alex Lawther : Elliot
- Phénix Brossard : Clément
- Finbar Lynch : Philip
- Niamh Cusack : Sally
- Patrice Juiff : François
- Danielle Catala : la femme du marché
- Guillaume Tobo : le boucher

## Accueil

### Festivals et sorties
Departure est présenté en « Compétition » et projeté en avant-première mondiale le 1er octobre 2015 au Festival du film britannique de Dinard, avant sa sortie nationale annoncée le 31 mai 2017 dans toutes les salles françaises. Il est ensuite sélectionné au Festival du film de Londres, le 9 octobre 2015 en Angleterre et au Festival international du film de Flandre-Gand, le 22 octobre 2015.

## Distinctions

### Récompenses
- Festival du film britannique de Dinard 2015 : « Compétition » - Mention spéciale pour les acteurs
- Festival du film de Cabourg 2016 : Prix de la Jeunesse pour le film d'Andrew Steggall

### Nominations et sélections
- Festival du film britannique de Dinard 2015 : « Compétition » - Mention spéciale pour Andrew Steggall
- Festival international du film de Rome 2015 : Prix Alice nella città du meilleur film pour Andrew Steggall
- Festival du film de Cabourg 2016 : Grand prix du meilleur film pour Andrew Steggall
- Festival International du Film Gay et Lesbien de Hambourg 2016 : Prix du jury du meilleur film pour Andrew Steggall
- Festival international du film de Palm Springs 2016 : Grand prix du jury du meilleur film pour Andrew Steggall

### Internet
- Dossier de presse Departure
- bande annonce française du film : https://vimeo.com/200696966